# Buriticá
Buriticá là một khu tự quản thuộc tỉnh Antioquia, Colombia. Thủ phủ của khu tự quản Buriticá đóng tại Buriticá Khu tự quản Buriticá có diện tích 364 ki lô mét vuông. Đến thời điểm ngày 28 tháng 5 năm 2005, khu tự quản Buriticá có dân số 6700 người.